# Michelangelo Grigoletti
Michelangelo Grigoletti, né le 29 août 1801 à Rorai Grande di Pordenone dans la région de la Frioul-Vénétie Julienne et décédé le 11 février 1870 à Venise dans la région de la Vénétie, est un peintre italien. 

## Biographie
Michelangelo Grigoletti naît à Roira Grande di Pordenone dans la région de la Frioul-Vénétie Julienne en 1801. Issu du monde rural, il bénéficie grâce à l'appui d'un oncle prêtre de la possibilité d'étudier à l'académie des beaux-arts de Venise dès 1820, à une époque où le néo-classicisme remplace la peinture romantique.

Il y devient ensuite professeur, ayant pour élèves les peintres Giacomo Favretto, Federico Zandomeneghi, Tranquillo Cremona, Eugenio Prati (it), Albano Tomaselli (it), Eugenio Scomparini (en) et Gian Battista Carrer (it).

Comme peintre, il devient célèbre pour ses portraits et pour ses œuvres religieuses, que l'on retrouve dans différents établissements religieux en Italie et en Hongrie, notamment au sein de l'église San Francesco della Vigna de Venise, de l'église de Santa Tecla (it) d'Este, de l'église de San Giacomo (it) d'Udine, de l'église Sant'Antonio Taumaturgo de Trieste, de la cathédrale Saint-Adalbert d'Esztergom ou de l'église cathédrale Saint-Michel-et-Saint-Jean d'Eger.

Il décède dans la ville de Venise en 1870.

Ces œuvres sont notamment visibles ou conservées à la galerie nationale d'Art moderne et contemporain de Rome, à la Galleria internazionale d'arte moderna (it) de Venise, au Museo Sartorio (it) de Trieste, à la pinacothèque Tosio Martinengo de Brescia et au musée d'art de Pordenone.

## Œuvres

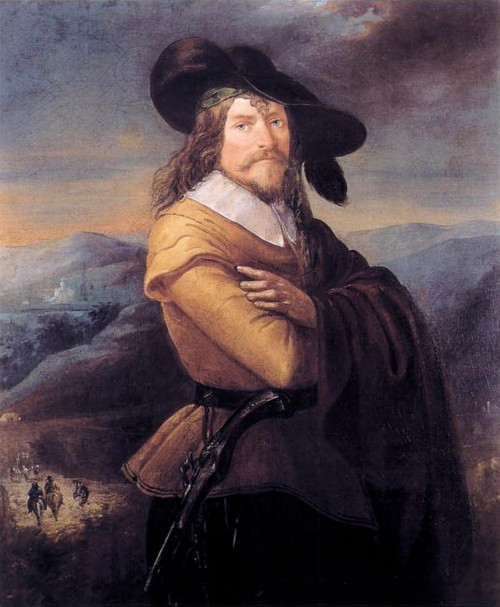
Ritratto del Nibbio (it), vers 1830
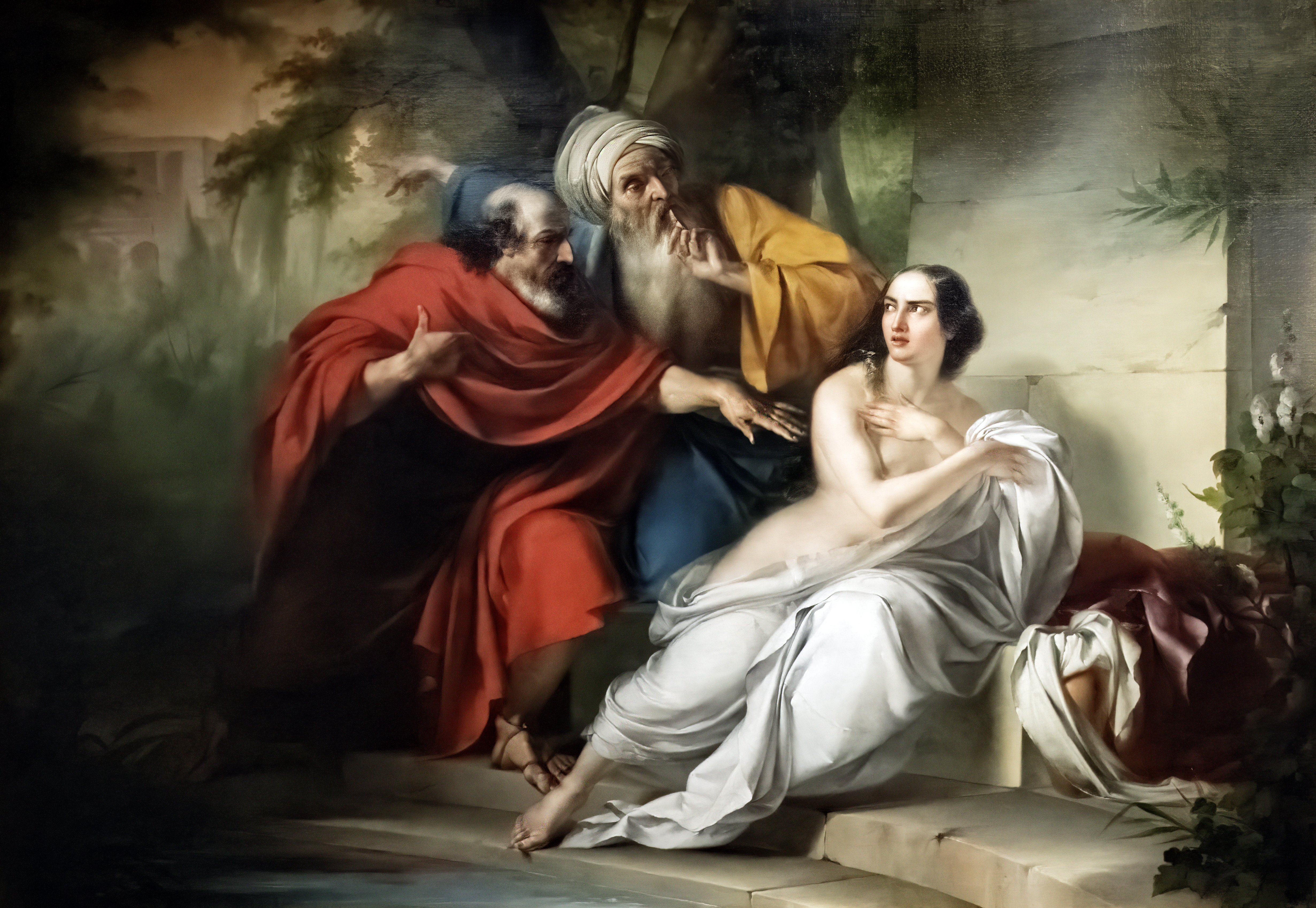
Suzanne et les vieillards, vers 1841, Trévise Musée Luigi Bailo
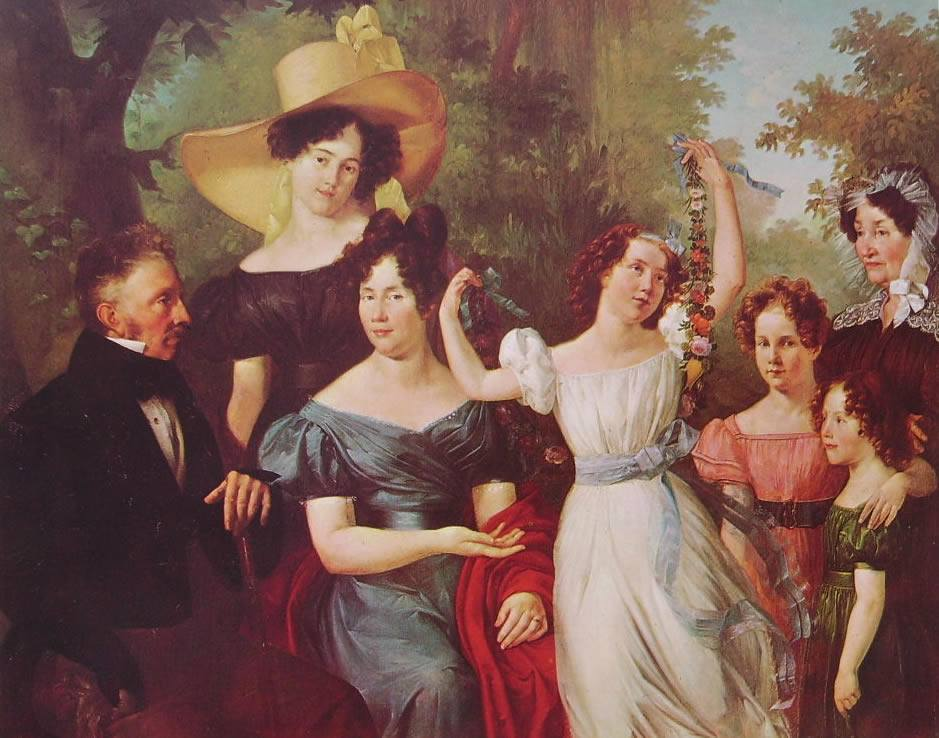
Ritratto di famiglia, sans date
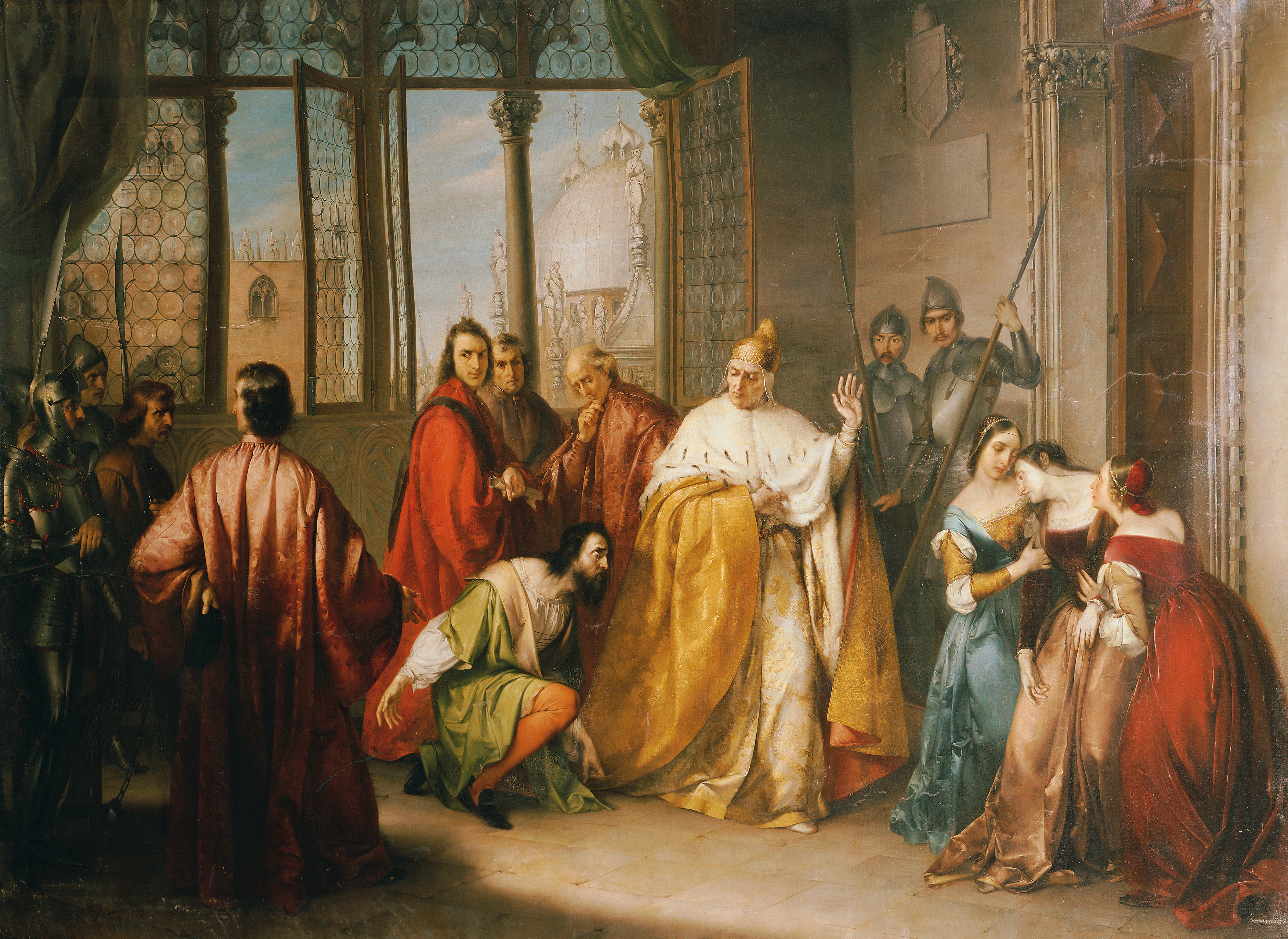
I due Foscari, vers 1838, musée d'Histoire de l'art de Vienne
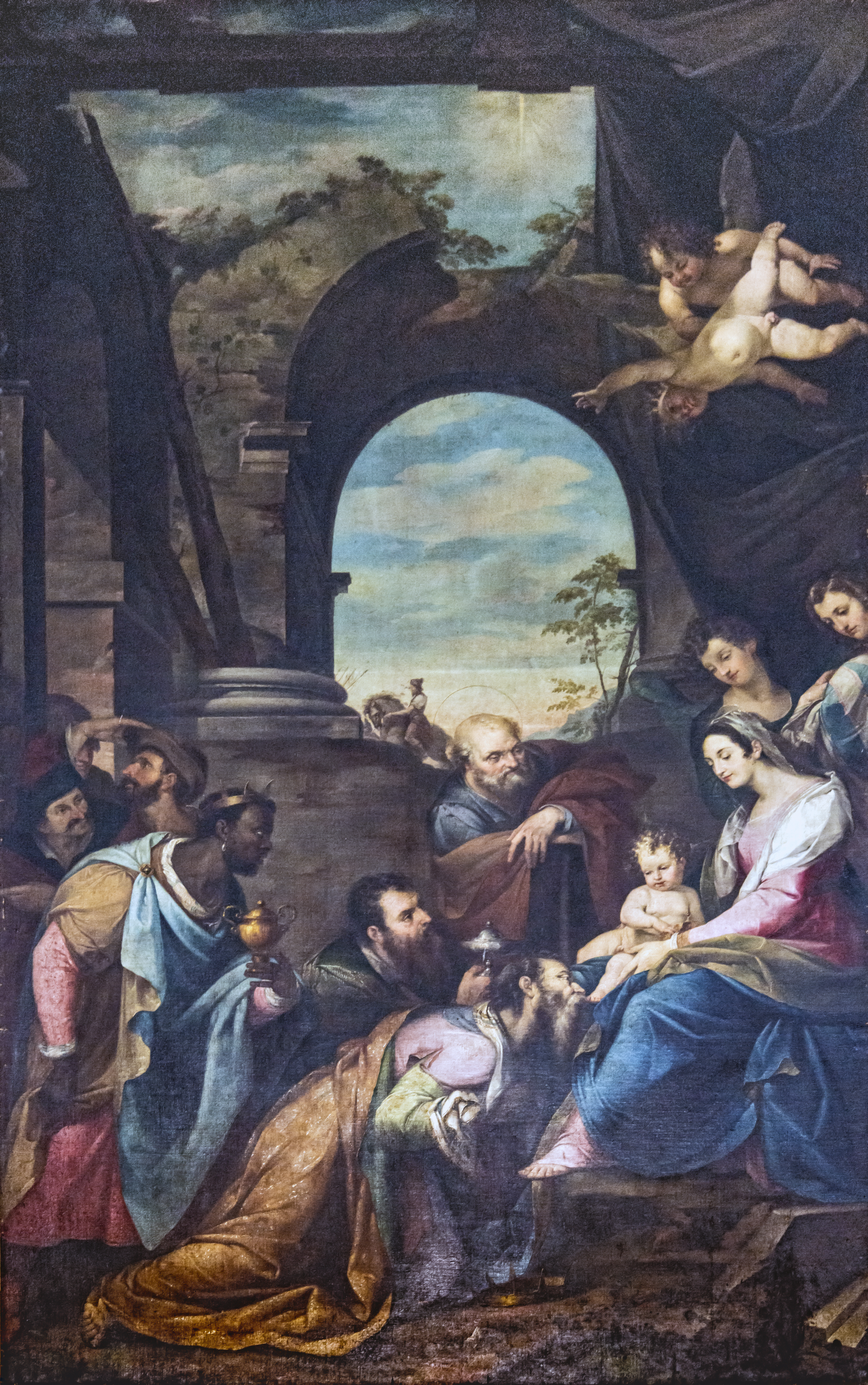
Copie de L'Adoration de rois mages de Federico Zuccari, 1833, église San Francesco della Vigna